# Aphos porosus
El llamado peje-bagre o bagre de mar (en Chile), o también pez-fraile (en Perú y Ecuador), es la especie Aphos porosus, la única del género Aphos, un pez marino de la familia de los batracoídidos, común en la costa de Sudamérica del océano Pacífico y más recientemente también en su costa atlántica.

## Morfología
Tiene la forma típica Fraile , con una longitud máxima descrita de 28 cm y un peso máximo de 265 g.
En la aleta dorsal tiene dos espinas duras y 33 radios blandos, mientras que en la larga aleta anal no tiene espinas; presenta cuatro líneas laterales y una aleta caudal redondeada.

## Hábitat y biología
Vive sobre fondos marinos de aguas subtropicales, generalmente en golfos y bahías de escasa profundidad, donde su principal depredador en estos ecosistemas es la merluza del Pacífico sur.

## Relación con los humanos
No es venenoso y no representa un peligro para los humanos, al contrario que otras especies de esta familia.
Aunque es comestible y se puede encontrar en los mercados, no es frecuente.